# Championnats d'Afrique de sambo 2024
Navigation
2023 2025
Les Championnats d'Afrique de sambo 2024 sont la 18e édition des Championnats d'Afrique de sambo. Ils se déroulent du 1er au 3 juin 2024  au Caire, en Égypte.

## Nations participantes
19 pays participent à ces Championnats d'Afrique :
- Algérie
- Bénin
- Burkina Faso
- Cameroun
- Côte d'Ivoire
- Djibouti
- Égypte
- Ghana
- Guinée
- Maroc
- Maurice
- Niger
- Nigeria
- République centrafricaine
- République démocratique du Congo
- République du Congo
- Sénégal
- Togo
- Tunisie

## Résultats
Les résultats sont les suivants : 

### Sambo hommes
| Épreuves | Or                                  | Argent                   | Bronze                            |
| -------- | ----------------------------------- | ------------------------ | --------------------------------- |
| 58 kg    | Yasser Bouhessoune (MAR)            | Timkat Chegwam (NGA)     | Noureldin Eltomi (EGY)            |
| 58 kg    | Yasser Bouhessoune (MAR)            | Timkat Chegwam (NGA)     | Junior Hounzonlin (CGO)           |
| 64 kg    | Elmehdi Slimani (MAR)               | Gabriel Muanda (COD)     | Meyong Ondoua Franck Benoit (CMR) |
| 64 kg    | Elmehdi Slimani (MAR)               | Gabriel Muanda (COD)     | Mahmoud Shaban (EGY)              |
| 71 kg    | Abdelrahman Elamir Eldamrany (ALG)  | Yassine Omari (MAR)      | Boureima Yacouba Moctar (NIG)     |
| 71 kg    | Abdelrahman Elamir Eldamrany (ALG)  | Yassine Omari (MAR)      | Lidesh Jungly (MRI)               |
| 79 kg    | Leonel Mballa (CMR)                 | Fares Elbaioumy (EGY)    | Mohamed Taibi (MAR)               |
| 79 kg    | Leonel Mballa (CMR)                 | Fares Elbaioumy (EGY)    | Atsou Ambroise Awlime (TOG)       |
| 88 kg    | Franck Xavier Tadjuka Fontsop (CMR) | Walid Ziane (MAR)        | Oussama Rouibet (ALG)             |
| 88 kg    | Franck Xavier Tadjuka Fontsop (CMR) | Walid Ziane (MAR)        | Mohamed Elbadawy (EGY)            |
| 98 kg    | Abdelrhman Asfour (EGY)             | Ahmed Amine Frifra (MAR) | Amir Kouraichi (TUN)              |
| 98 kg    | Abdelrhman Asfour (EGY)             | Ahmed Amine Frifra (MAR) | Vanlier Ndam Gérard Michel (CMR)  |
| +98 kg   | Julien Claude Tombou Mouafouo (CMR) | Brahim Mouhyi (MAR)      | Youssef Abd Elwahab (EGY)         |
| +98 kg   | Julien Claude Tombou Mouafouo (CMR) | Brahim Mouhyi (MAR)      | Jerome Koulemou (GUI)             |

### Sambo de combat hommes
| Épreuves | Or                      | Argent                     | Bronze                      |
| -------- | ----------------------- | -------------------------- | --------------------------- |
| 58 kg    | Ahmed Mortagy (EGY)     | Célestin Mbida Zanga (CMR) | Mohamed Cissé (GUI)         |
| 58 kg    | Ahmed Mortagy (EGY)     | Célestin Mbida Zanga (CMR) | Amine Jaffar (MAR)          |
| 64 kg    | Youssef Faout (MAR)     | Lassaad Ben Hfaiedh (TUN)  | Abdallah El Shetahy (EGY)   |
| 64 kg    | Youssef Faout (MAR)     | Lassaad Ben Hfaiedh (TUN)  | Hassani Hakim (ALG)         |
| 71 kg    | Saifeldin Elgarwa (EGY) | Radich Loubaki (CGO)       | William Fokam (CMR)         |
| 71 kg    | Saifeldin Elgarwa (EGY) | Radich Loubaki (CGO)       | Adrien Yinda Tonguino (GUI) |
| 79 kg    | Badreddine Diani (MAR)  | Joseph Bessala Awono (CMR) | Mohamed Elsayd (EGY)        |
| 79 kg    | Badreddine Diani (MAR)  | Joseph Bessala Awono (CMR) | Amadou Magassouba (GUI)     |
| 88 kg    | Mustapha Mouknaj (MAR)  | Gautier Ateba (CMR)        | Dji Keita (GUI)             |
| 88 kg    | Mustapha Mouknaj (MAR)  | Gautier Ateba (CMR)        | Hassan Elsabilgi (EGY)      |
| 98 kg    | Seidou Nji Mouluh (CMR) | Abdelrahman Mohamed (EGY)  | Halidou Adamou (NIG)        |
| 98 kg    | Seidou Nji Mouluh (CMR) | Abdelrahman Mohamed (EGY)  | Flavius Gomay Ngono (CAF)   |
| +98 kg   | Maxwell Djantou (CMR)   | Abdoulaye Kane (SEN)       | Nasser Edderdak (MAR)       |
| +98 kg   | Maxwell Djantou (CMR)   | Abdoulaye Kane (SEN)       | Ahmed Emad (EGY)            |

### Sambo femmes
| Épreuves | Or                               | Argent                 | Bronze                     |
| -------- | -------------------------------- | ---------------------- | -------------------------- |
| 59 kg    | Charity Jatau (NGA)              | Alaa Ragab (EGY)       | Wiam Fasla (MAR)           |
| 59 kg    | Charity Jatau (NGA)              | Alaa Ragab (EGY)       | Adjowa Tsignenougah (TOG)  |
| 65 kg    | Wissal Ziane (MAR)               | Fatima Ogbonyomi (NGA) | Chaima Kaddour (ALG)       |
| 65 kg    | Wissal Ziane (MAR)               | Fatima Ogbonyomi (NGA) | Zoungrana Elsa Diane (BUR) |
| 72 kg    | Nada Mohamed Fahmi Shalabi (EGY) | Rachel Kotey (GHA)     | Nardjis Khacir (ALG)       |

### Sambo de combat femmes
| Épreuves | Or                                  | Argent             | Bronze            |
| -------- | ----------------------------------- | ------------------ | ----------------- |
| 54 kg    | Sana Ahmed (EGY)                    | Non attribuée      | Non attribuée     |
| 59 kg    | Fatma Atta (EGY)                    | Ghita Chafik (MAR) | Non attribuée     |
| 65 kg    | Sanaa Mandar (MAR)                  | Sohila Ali (EGY)   | Non attribuée     |
| 72 kg    | Marie Victorine Onguene Tsimi (CMR) | Eman Hany (EGY)    | Asmaa Abach (MAR) |
| 80 kg    | Malak Hamdy Ebrahim (EGY)           | Non attribuée      | Non attribuée     |

### Sambo de plage hommes
| Épreuves | Or                            | Argent                              | Bronze                              |
| -------- | ----------------------------- | ----------------------------------- | ----------------------------------- |
| 58 kg    | Soumana Amadou Amadou (NIG)   | Junior Hounzonlin (CGO)             | Timkat Chegwam (NGA)                |
| 58 kg    | Soumana Amadou Amadou (NIG)   | Junior Hounzonlin (CGO)             | Yao Sodjine Anthony (TOG)           |
| 71 kg    | Boureima Yacouba Moctar (NIG) | Foromo Cesard Lamah (GUI)           | Frank Terkpor (GHA)                 |
| 71 kg    | Boureima Yacouba Moctar (NIG) | Foromo Cesard Lamah (GUI)           | Atef Nageh (EGY)                    |
| 88 kg    | Walid Ziane (MAR)             | Franck Xavier Tadjuka Fontsop (CMR) | Hachem Sellami (TUN)                |
| 88 kg    | Walid Ziane (MAR)             | Franck Xavier Tadjuka Fontsop (CMR) | Aboubacar Sadou (NIG)               |
| +88 kg   | Bilal Benchikh (ALG)          | Youssef Abd Elwahab (EGY)           | Julien Claude Tombou Mouafouo (CMR) |
| +88 kg   | Bilal Benchikh (ALG)          | Youssef Abd Elwahab (EGY)           | Abdoulaye Kane (SEN)                |

### Sambo de plage femmes
| Épreuves | Or                   | Argent                              | Bronze                           |
| -------- | -------------------- | ----------------------------------- | -------------------------------- |
| 50 kg    | Malak Soliman (EGY)  | Non attribuée                       | Non attribuée                    |
| 59 kg    | Alaa Ragab (EGY)     | Idi Adam Anna (NIG)                 | Charity Jatau (NGA)              |
| 59 kg    | Alaa Ragab (EGY)     | Idi Adam Anna (NIG)                 | Wiam Fasla (MAR)                 |
| 72 kg    | Nardjis Khacir (ALG) | Marie Victorine Onguene Tsimi (CMR) | Nada Mohamed Fahmi Shalabi (EGY) |
| 72 kg    | Nardjis Khacir (ALG) | Marie Victorine Onguene Tsimi (CMR) | Zoungrana Elsa Diane (BUR)       |
| +72 kg   | Salma Shazly (EGY)   | Non attribuée                       | Non attribuée                    |